# Gooners

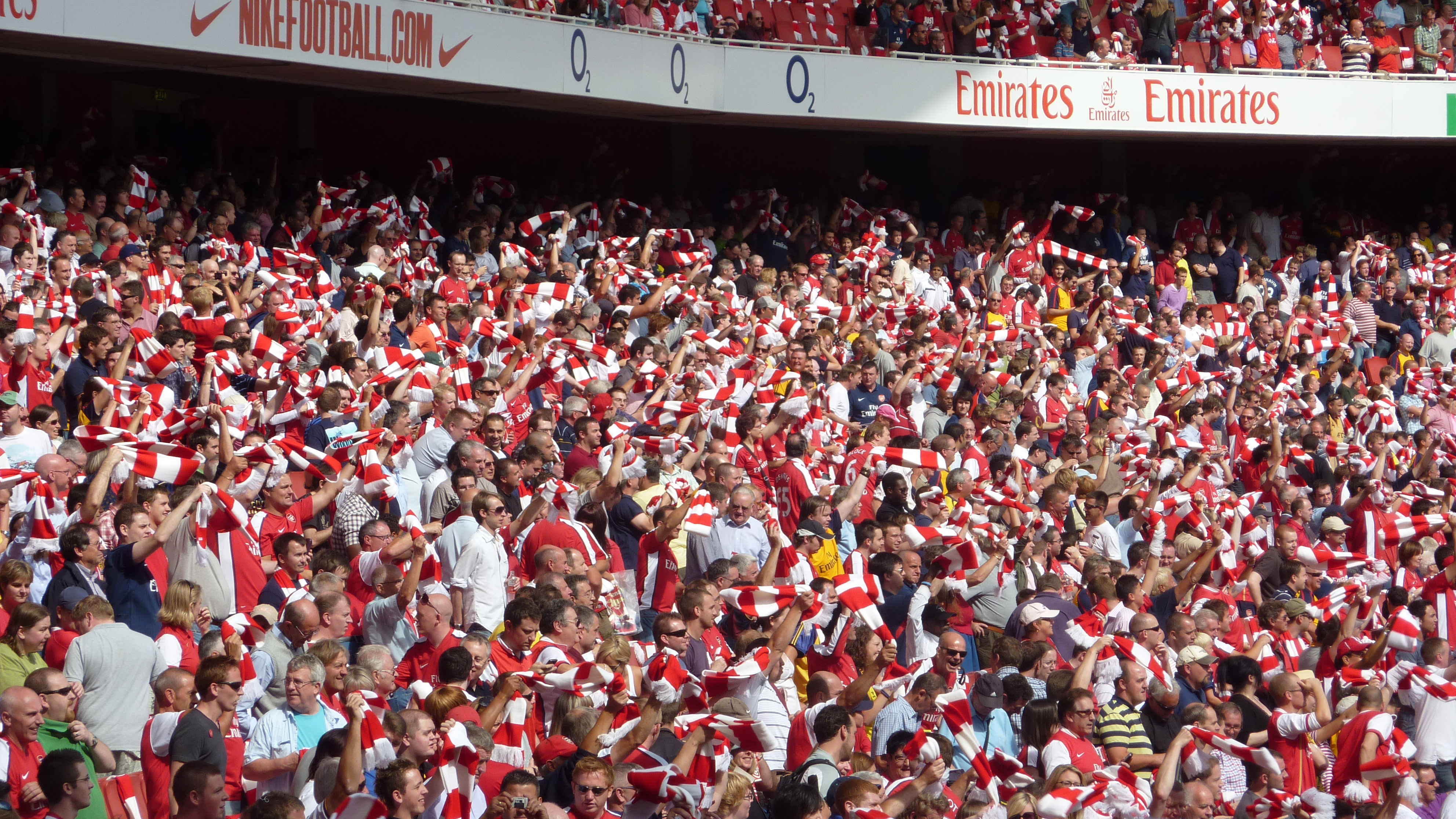
Gooners

Gooners är en gemensam benämning för supportrar till det Londonbaserade fotbollslaget Arsenal FC. Namnet kommer från the Gunners vilket är ett smeknamn på fotbollslaget. Arsenal har utvecklat en supporterkultur sedan klubben grundades år 1886 vilket gjort att laget uppskattas ha en av världens största supporterskaror.

## Läktarsånger
Arsenalfansen sjunger flera låtar med melodier som är typiska på engelska fotbollsläktare till exempel Good old Arsenal, melodi Rule Brittania och One-nil to the Arsenal på Village People melodin Go West. På Arsenals förra hemmaarena Highbury kallades norra och södra kortsidans ståplatsläktare för North Bank respektive Clock End. Traditionellt sjöng läktarsektionerna "We're the North Bank/Clock End Highbury" mot varandra. År 2006 fick Arsenal FC en ny arena Emirates Stadium och 2010 bytte kortsidorna namn till North Bank och Clock End efter önskemål från supportrarna. Arsenal FC blev under 1970-talet framgångsrika med en defensiv men inte publikvänlig fotboll och motståndarsupportrarna sjöng därför "Boring, Boring Arsenal", ungefär "Trista, tråkiga Arsenal". I början av 2000-talet fick Arsenal nya framgångar med en anfallsgladare fotboll. Arsenalsupportrarna tog därför upp motståndarnas sång själva och började ironiskt höras sjunga "Boring, Boring Arsenal" när laget har kraftigt spelövertag.

### She Wore a Yellow Ribbon
She Wore a Yellow Ribbon, ungefär: "Hon bar ett gult band" är en amerikansk låt med Andrew Sisters som var med i vilda västern filmen Larm över prärien. Den är baserad på en dikt från första världskriget ,Round Her Neck She Wears a Yeller Ribbon (For Her Lover Who is Fur, Fur Away) av George A Norton, som handlar om flicka som i maj väntar på att hennes fästman ska återvända från kriget. Möjligen sjöngs den av Arsenals fans redan på 1950-talet, men den är särskilt förknippad med FA-cupens final som normalt spelas i maj på Wembley. Fansen har gjort om texten så att den handlar om en flicka som i maj ska gå på Wembley och se Arsenal. Den fick ett stort genomslag när Arsenal spelade tre cupfinaler i rad 1978-1980. De spelade då i gula tröjor och vann en av finalerna, mot Manchester United 1979. Möjligen symboliserar titelns gula band de band som pryder vinnarbucklan. Följande gånger Arsenal spelat cupfinal har låten alltid uppmärksammats och sjungits.

### Good Old Arsenal
"Good Old Arsenal" är en text som sjungs till melodin Rule Britannia. Den skrevs av Jimmy Hill, som var en före detta proffspelare som fortsatte inom fotbollen som manager, expert och TV-personlighet. Han fick Arsenal att spela in en skiva för att hylla att laget skulle spela FA-cup final 1971. Han inspireardes av engelska landslaget som året innan spelat in en VM-låt. Egentligen skulle en låt spelas in som pris i en låtskrivartävling, men Jimmy Hill tyckte de bra bidragen var för ordrika, så han presenterade ett eget förslag. Låten sjöngs delvis av fotbollsspelarna själva och skivan nådde som bäst plats 16 på singellistan UK Singles Chart.
Fansen tyckte först låten var tråkig och förutsägbar, men den slog an hos den yngre publiken och efter Arsenals seger i FA-cupfinalen blev den allmänt accepterad och populär hos Arsenals fans och fortsatte att sjungas av Arsenal-supportrar och började sedermera betraktas som en klassisk fotbollssång.

## Rivaliteter
Andra Londonlag som Chelsea FC och West Ham United FC utgör givna rivaler men eftersom Arsenal FC är baserat i norra London är deras äldsta och bittraste rival ett annat lag från norra London, Tottenham Hotspur FC. Matcherna dem emellan kallas Norra London-derbyn. Sedan slutet av 1980-talet har även Manchester United utgjort en stark rival sedan dessa två lag varit huvudmotståndare i toppen av högsta divisionen.

## Sankt Totteringhamsdagen
Sankt Totteringhamsdagen, även kallad Sankt Totteridgesdagen, firas åtminstone sedan år 2002 av Arsenals supportrar. Det är den dag på säsongen som det blir teoretiskt omöjligt för Tottenham att få tillräckligt med poäng för att placera sig före Arsenal i slutställningen. Dagen nämndes i det officiella matchprogrammet mellan Arsenal FC och Aston Villa FC år 2008 och fick stor spridning i medierna år 2010.
| Säsong  | Datum                                         | Omgång                                        | Arena                                         |
| ------- | --------------------------------------------- | --------------------------------------------- | --------------------------------------------- |
| 2001–02 | 18 mars 2002                                  | 30/(38)                                       |                                               |
| 2002–03 | 24 mars 2003                                  | 31/(38)                                       | Reebok Stadium                                |
| 2003–04 | 13 mars 2004                                  | 28/(38)                                       | Ewood Park                                    |
| 2004–05 | 2 april 2005                                  | 31/(38)                                       | Riverside Stadium                             |
| 2005–06 | 7 maj 2006                                    | 38/(38)                                       | Highbury                                      |
| 2006–07 | 21 april 2007                                 | 35/(38)                                       | White Hart Lane                               |
| 2007–08 | 9 mars 2008                                   | 29/(38)                                       | JJB Stadium                                   |
| 2008–09 | 11 april 2009                                 | 32/(38)                                       | JJB Stadium                                   |
| 2009–10 | 9 maj 2010                                    | 38/(38)                                       | Emirates Stadium                              |
| 2010–11 | 7 maj 2011                                    | 35/(38)                                       | Britannia Stadium                             |
| 2011–12 | 12 maj 2012                                   | 38/(38)                                       | The Hawthorns                                 |
| 2012–13 | 19 maj 2013                                   | 38/(38)                                       | St James' Park                                |
| 2013–14 | 28 april 2014                                 | 36/(38)                                       | Emirates Stadium                              |
| 2014–15 | 4 maj 2015                                    | 35/(38)                                       | KC Stadium                                    |
| 2015-16 | 15 maj 2016                                   | 38/(38)                                       | Emirates Stadium                              |
| 2016-17 | Uteblev, Tottenham placerade sig före Arsenal | Uteblev, Tottenham placerade sig före Arsenal | Uteblev, Tottenham placerade sig före Arsenal |
| 2017-18 | Uteblev, Tottenham placerade sig före Arsenal | Uteblev, Tottenham placerade sig före Arsenal | Uteblev, Tottenham placerade sig före Arsenal |
| 2018-19 | Uteblev, Tottenham placerade sig före Arsenal | Uteblev, Tottenham placerade sig före Arsenal | Uteblev, Tottenham placerade sig före Arsenal |
| 2019-20 | Uteblev, Tottenham placerade sig före Arsenal | Uteblev, Tottenham placerade sig före Arsenal | Uteblev, Tottenham placerade sig före Arsenal |
| 2020-21 | Uteblev, Tottenham placerade sig före Arsenal | Uteblev, Tottenham placerade sig före Arsenal | Uteblev, Tottenham placerade sig före Arsenal |
| 2021-22 | Uteblev, Tottenham placerade sig före Arsenal | Uteblev, Tottenham placerade sig före Arsenal | Uteblev, Tottenham placerade sig före Arsenal |
| 2022-23 | 22 april 2023                                 | 32/(38)                                       | Emirates Stadium                              |

## Gooners i Sverige
År 2001 bildades den officiella svenska sektionen Arsenal FC Official Supporters Club Sweden som är en fristående supporterförening för Arsenal FC. Syftet är att ta initiativ till verksamhet som främjar intresset för Arsenal FC i Sverige, genom att bland annat driva en informativ hemsida, publicera klubbtidningen Kanonmagasinet och anordna resor till England samt träffar i Sverige. Föreningen har mer än 5 000 medlemmar och verksamhetschefen Joakim Lander är heltidsanställd.
Det finns också separata föreningar i Göteborg och Malmö. Arsenal Göteborg bildades 2013 och Arsenal Malmö 2015

## Kända personer som är fans till Arsenal

### Brittiska kungahuset
- Elizabeth II [20][21] a
- Prins Harry[20]

### Underhållningsbranschen

#### Skådespelare och skådespelerskor
- Saffron Burrows[22]
- Robert Pattinson[23][24]
- Matt Damon[25]
- Rosario Dawson[26]
- Zac Efron[27]
- Idris Elba[28]
- Matthew Fox[29]
- Andrew Garfield[30]
- Martin Kemp[31]
- Gary Kemp[32]
- Skandar Keynes[33]
- Demi Moore[34]
- Alan Parker[35]
- Anna Popplewell[33]
- Freddie Prinze Jr.[36]
- Keanu Reeves[37]
- David Schwimmer[37]
- Andy Serkis[38]
- Verne Troyer[39]
- Daisy Ridley[40]

#### Musik
- Natalie Appleton[37]
- Nicole Appleton[37]
- Bernard Butler[41]
- Sean Combs[42]
- Roger Daltrey[43]
- Ray Davies[44]
- Dave Davies[44]
- Dido[45]
- Steve Earle[46]
- Tony Hadley[47]
- Mick Jagger[48]
- John Keeble[47]
- John Lydon[49]
- Chris Lowe[50]
- Rachel Stevens[37]
- Roger Waters[51]
- Jay-Z[52][53]

#### TV och Radio kändisar
- Piers Morgan[54]
- Pete Tong[55]

#### Regissörer
- Michael Moore[56]
- Spike Lee[57]

#### Komiker
- Clive Anderson[58]
- Alan Davies[59]
- Matt Lucas[60]
- Dara Ó Briain[61]

### Idrottsmän
- Darren Bent[62]
- Mo Farah[63]
- Allyson Felix[64]
- Lewis Hamilton[65]
- Audley Harrison[33]
- Thierry Henry[66]
- Tobin Heath[67]
- Rafael Nadal[68]
- Ronnie O'Sullivan[69]
- Ian Poulter[70]
- Ferenc Puskas[71]
- Nile Ranger[72]
- Harry Redknapp[73]
- Ashley Young [74]
- Andy Murray [75]
- Ndamukong Suh[76]

### Politiker
- David Miliband[77]
- Paul Kagame[33]
- Aleksander Kwaśniewski[78]
- Jeremy Corbyn

### Akademiker

#### Ekonomer
- Niall Ferguson[79]